# Euphorbia clandestina
Euphorbia clandestina là một loài thực vật có hoa trong họ Đại kích. Loài này được Jacq. mô tả khoa học đầu tiên năm 1804.

## Hình ảnh

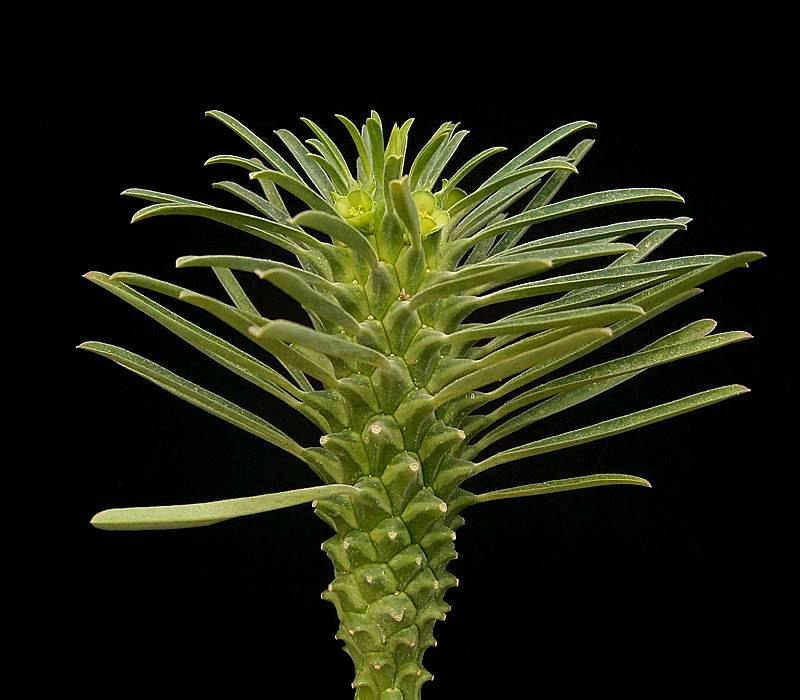
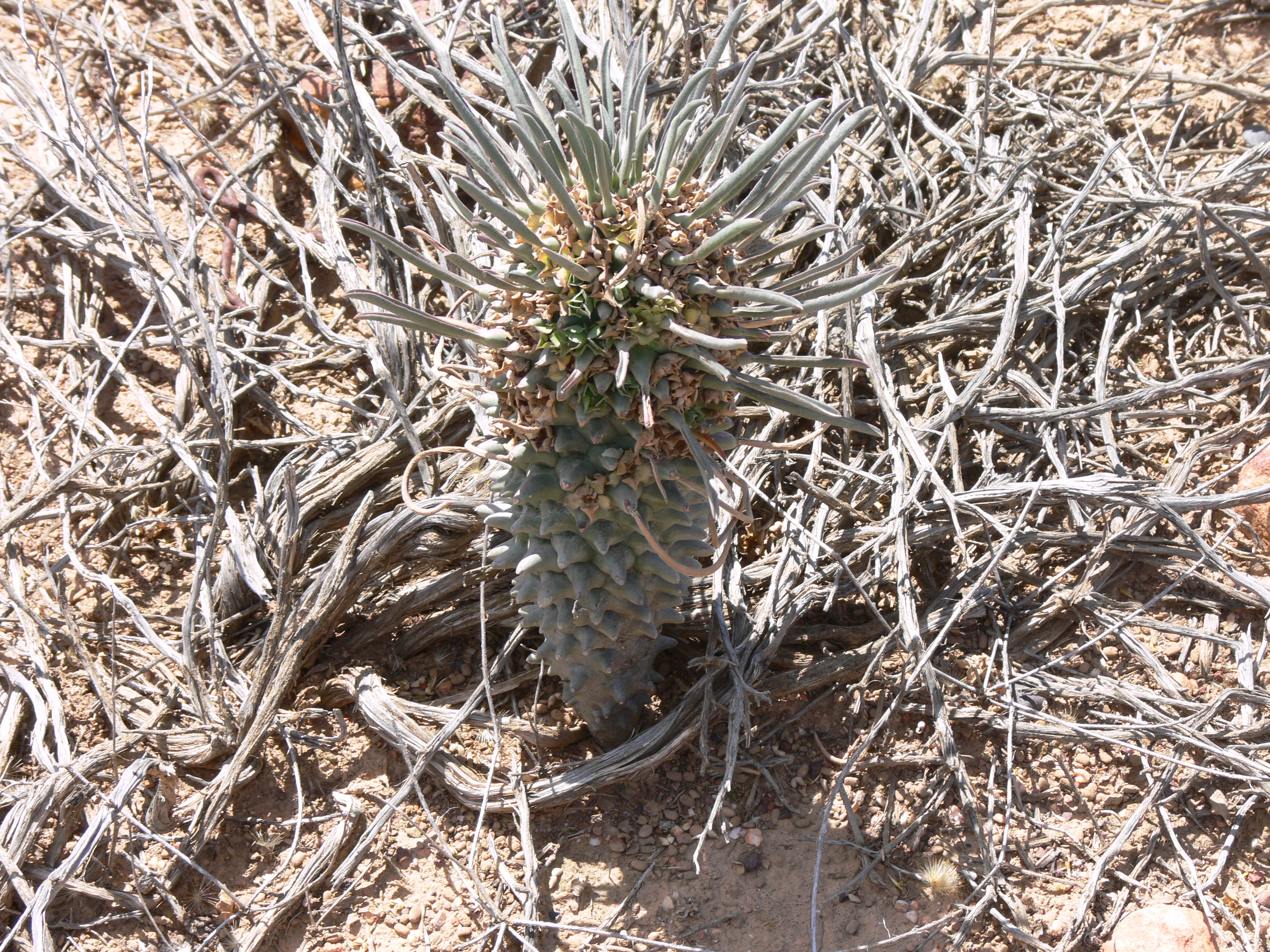
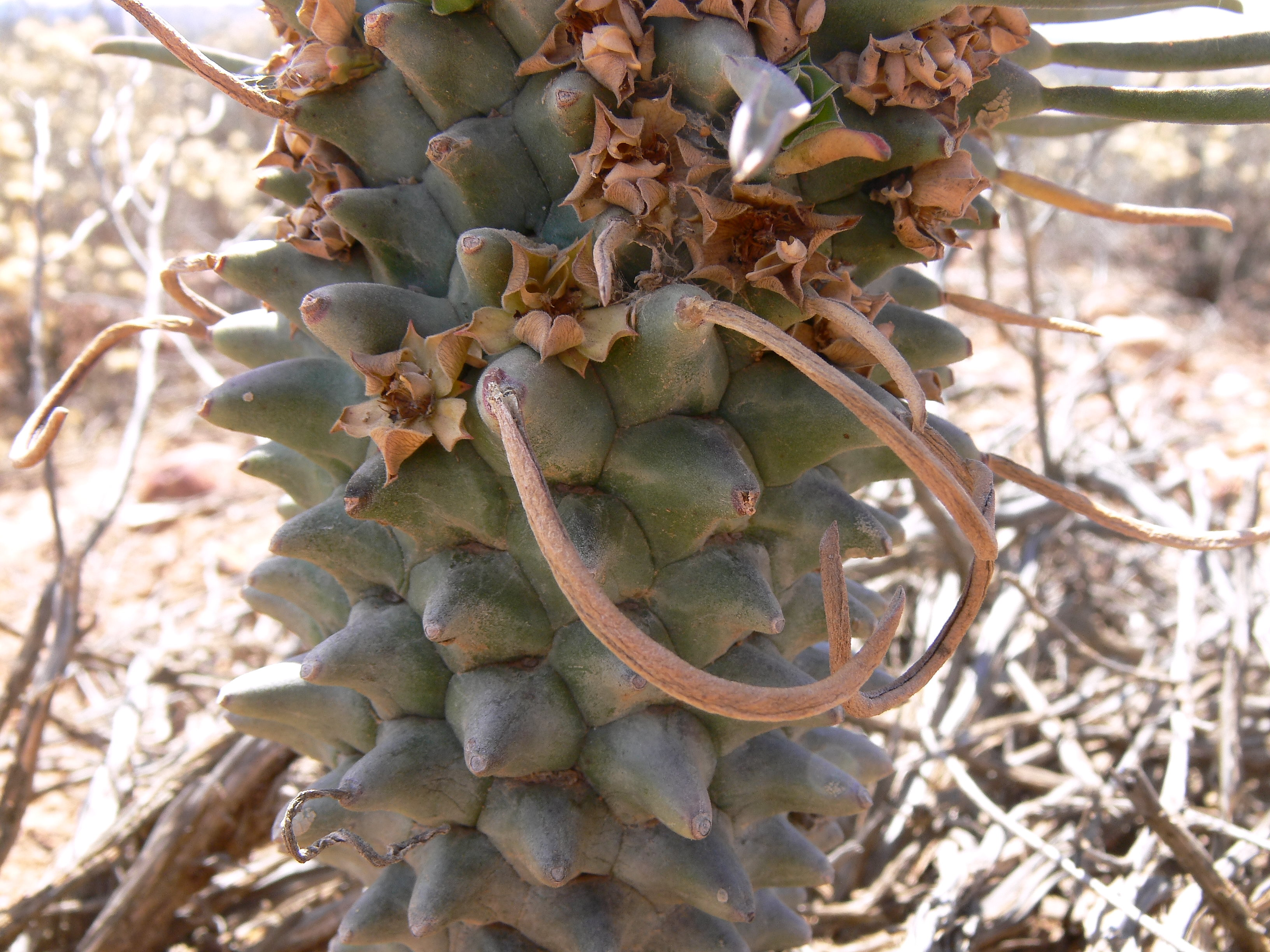
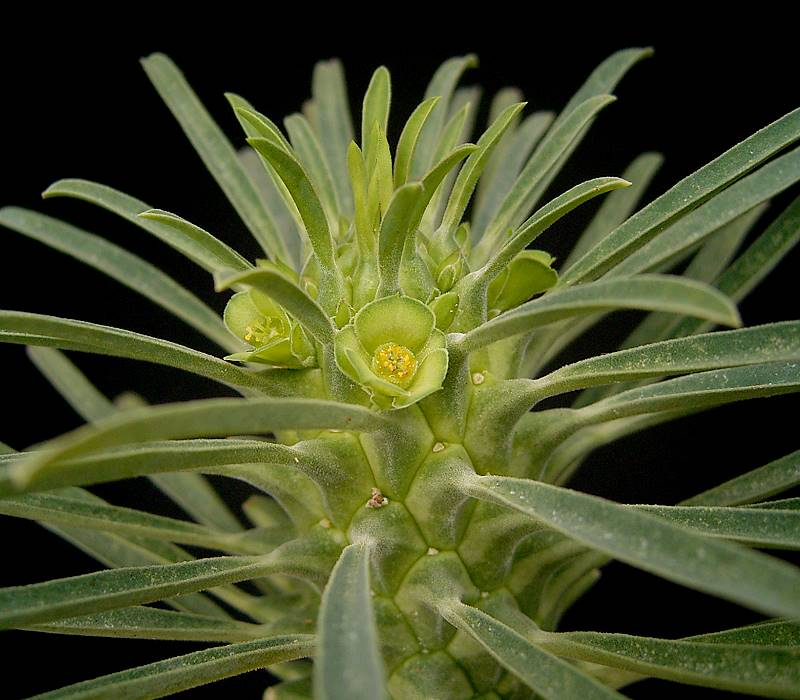